# Momo (teatro)
Momo, en el teatro cortesano español de los siglos XV y XVI, se llamaba a una pieza breve compuesta de fantasías, danzas, juegos, mojigangas, y otras chanzas, que solía representarse en Navidad y Pascua en las fiestas de la nobleza.
También se denominaban así, por extensión, y su relación con el dios de la burla (del latín «momus» y el griego «Μῶμος»), determinados gestos, burlas o actitudes histriónicas de cómicos, danzantes, juglares y trovadores. 
Se ha documentado que el tío del poeta Jorge Manrique, don Diego Gómez Manrique compuso momos teatrales para celebrar el cumpleaños del rey castellano Alfonso el Inocente, en los que las damas de la Corte hacían el papel de hadas. Fernando Lázaro Carreter, en sus estudios sobre teatro medieval, recoge esa misma cita:

"...Un breve tratado que fizo Gómez Manrique a mandamiento de la muy ilustre señora infanta doña Isabel, para unos momos que su excelencia fizo con los fados siguientes..."
Cancionero, Gómez Manrique.

## Usos relacionados
En las fiestas del Corpus Christi, en Valencia, son tradicionales las danzas de momos. Y a su vez, en La Plata (Argentina), existe la tradición navideña muy popular de la "quema de momos", grandes muñecos similares a las fallas valencianas.
En Zamora, existe la Casa de los Momos, edificio del siglo XVI, cuyo nombre pudo inspirarse en los motivos en relieve esculpidos en su fachada representando figuras zoomorfas y humanas con gestos burlescos.